# Trương Sĩ Thành
Trương Sĩ Thành (giản thể: 张士诚; phồn thể: 張士誠; bính âm: Zhāng Shìchéng, 1321 – 1367), tự Xác Khanh, tên lúc nhỏ là Cửu Tứ, người Bạch Câu Trường, Hưng Hóa, thủ lĩnh khởi nghĩa nông dân cuối đời Nguyên. Bấy giờ có thuyết rằng: "Trần Hữu Lượng ác nhất, Trương Sĩ Thành giàu nhất" .

## Buổi đầu khởi nghĩa
Ông sinh ra một gia đình cùng đinh làm nghề muối. Từ xưa, Thái Châu là đất làm muối chủ yếu của duyên hải đông nam Trung Quốc, cũng là nguồn cung cấp muối lớn nhất cả nước. Bạch Câu Trường là một trong 36 diêm trường ở Thái Châu, trực thuộc Lưỡng Hoài diêm sứ tư. Cuối đời nhà Nguyên, khắp nơi loạn lạc, muối trở thành nguồn thu nhập chính của vương triều. Trong khi lượng muối làm ra ngày càng nhiều, giá muối không từng tăng cao, theo Nguyên sử, từ năm Chí Nguyên thứ 13 (1276) đến năm Duyên Hữu thứ 2 (1315), diện tích đất làm muối tăng lên gấp 16 lần, mà đời sống của diêm dân chỉ thêm vất vả, cùng khốn. Sĩ Thành từ nhỏ đã có sức mạnh, lớn lên tham gia đội ngũ vận chuyển muối. Ông tính hào hiệp thích giúp người, xem nhẹ tài vật, trở nên rất có uy tín ở địa phương.
Do vận chuyển muối công thì thu nhập ít ỏi, Sĩ Thành cùng vài người đồng hương kèm thêm muối tư để bán cho các nhà giàu. Muối ăn từ thời nhà Chu đã bị chính quyền phong kiến lũng đoạn, đến đời Nguyên, pháp luật đã tương đối hoàn thiện. Nguyên sử - Hình pháp chí 3, Thực hóa chép nhà Nguyên trừng phạt những kẻ buôn bán muối tư như sau: "70 hèo, đồ 2 năm, tài sản một nửa sung công, một nửa thưởng cho người cáo giác". Những kẻ mua muối dựa vào đây mà bắt chẹt, bọn Sĩ Thành đành nuốt giận bỏ qua.
Sau khi những cuộc khởi nghĩa của Phương Quốc Trân, Lưu Phúc Thông, Quách Tử Hưng nổ ra, tháng 1 năm Chí Chính thứ 13 (1353), Sĩ Thành cùng các em trai Sĩ Nghĩa, Sĩ Đức, Sĩ Tín và bọn Lý Bá Thăng, Phan Nguyên Minh, Lữ Trân,… (đều làm việc vận chuyển muối) cả thảy 18 người bí mật uống máu ăn thề ở Thảo Yển Trường, phụ cận Bạch Câu Trường, trong đêm xông vào nhà của Diêm Trường lệnh Khâu Nghĩa, đánh người này đến chết. Tiếp đó, bọn họ lấy hết tài sản, lương thực của các nhà giàu trong vùng, chia cho trăm họ, hiệu triệu mọi người cùng nổi dậy. Chưa đến 1 tháng, nghĩa quân đã phát triển lên đến vạn người. Sử Trung Quốc gọi là Khởi nghĩa 18 đòn gánh (十八条扁担起义, Thập bát điều biển đam khởi nghĩa).

## Chiến thắng Cao Bưu
Tháng 3, Sĩ Thành chiếm được thành Thái Châu, trọng trấn của Hoài Đông, thu hút sự chú ý của triều đình. Cao Bưu tri phủ Lý Tề đến Thái Châu chiêu hàng, bị Sĩ Thành bắt giữ. Tháng 5, nghĩa quân chiếm được 2 thành Hưng Hóa, Cao Bưu, triều đình lại phái Hoài Nam hành tỉnh  chiếu ma  Thịnh Chiêu đến chiêu hàng. Sĩ Thành bắt giữ rồi giết chết ông ta.
Tháng giêng năm 1354, Sĩ Thành ở Cao Bưu kiến lập chính quyền, đặt quốc hiệu là "Đại Chu", đổi niên hiệu là "Thiên Hữu", tự xưng "Thành vương". Tháng 2, triều đình phái Hồ Quảng hành tỉnh Bình chương chính sự Cẩu Nhi làm hoài nam hành tỉnh Bình chương chính sự, soái quân đánh Cao Bưu; tháng 6, phái Đạt Thức Thiếp Mục Nhĩ tiến đánh, sau đó lại mệnh cho Giang Chiết hành tỉnh Tham tri chính sự Phật Gia Lư hiệp đồng với Đạt Thức Thiếp Mục Nhĩ tấn công Sĩ Thành. Ông chỉ huy nghĩa quân đánh bại tất cả, thừa thắng truy kích, mở rộng phạm vi hoạt động, khống chế được Vận Hà, cắt đứt con đương vận chuyển lương, tiền đến Đại Đô. Trong lúc này, nghĩa quân gặp nhiều thất bại, rơi vào giai đoạn suy thoái, khiến cho lực lượng của Sĩ Thành, đang nắm giữ vùng đất giàu tài nguyên nhất cả nước, trở thành mục tiêu chính của triều đình.
Tháng 9, triều đình phái Hữu thừa tướng Thoát Thoát tiến đánh, nghĩa quân mấy lần giao chiến đều thất bại, lui về Cao Bưu cố thủ. Thoát Thoát chỉ huy quan quân vây đánh, Sĩ Thành đốc thúc nghĩa quân liều chết chống lại. Trải qua hơn ngàn ngày, trong thành chỉ còn vài ngàn nghĩa quân, lương thực thiếu thốn. Đúng vào lúc này, triều đình tước binh quyền của Thoát Thoát, lấy Hà Nam hành tỉnh Tả thừa tướng Thái Bất Hoa, Trung thư bình chương chính sự Nguyệt Khoát Sát Nhi và Tri xu mật viện sự Tuyết Tuyết thay thế. Nhân lúc tình hình quan quân rối bời, Sĩ Thành đưa quân ra thành tấn công, đánh cho họ đại bại. Sau trận Cao Bưu, toàn bộ cuộc khởi nghĩa nông dân cuối đời Nguyên trỗi dậy, còn nông dân vũ trang một dải Giang Chiết nối nhau đến đầu quân cho ông.
Mùa đông năm 1355, Sĩ Thành phái người em thứ 3 là Trương Sĩ Đức đưa quân vượt Trường Giang nam hạ, đến tháng 3 năm sau mới thôi, trước sau chiếm được các nơi Phúc Sơn Cảng, Thường Thục, Gia Định.

## Xây dựng chính quyền
Tháng 3 năm 1356, Sĩ Thành đến đóng quân ở Bình Giang, đổi làm phủ Long Bình. Tiếp đó, ông định đô ở Long Bình, đem chùa Thừa Thiên sửa làm Vương cung, thiết lập cơ cấu hành chính tỉnh, viện, 6 bộ, nhiệm mệnh Lý Hành Tố làm Thừa tướng, Trương Sĩ Đức làm Bình chương, Tưởng Huy làm Hữu thừa, Phan Nguyên Minh làm Tả thừa, Sử Văn Bỉnh làm Xu mật viện đồng tri, Chu Nhân làm Long Bình thái thú.
Từ buổi đầu của chính quyền Đại Chu, Sĩ Thành hạ lệnh phế bỏ những thứ thuế hà khắc đối với nông dân và diêm dân. Tháng 3 năm thứ 14 (1354), ông ban bố "Châu huyện vụ nông tang lệnh", khuyến khích nông nghiệp. Tháng 4 cùng năm lại ban bố "Châu huyện hưng học hiệu lệnh", phát triển giáo dục, chấn chỉnh phong hóa. Sau khi định đô, ông tiếp tục thực hiện cải cách kinh tế, văn hóa, giáo dục.
Về mặt kinh tế, Sĩ Thành phái quân đội cùng nông dân khai khẩn hai nơi đất hoang Nam Viên và Bắc Viên ở ngoài thành Long Bình, rồi miễn giảm 1 năm thuế ruộng cho nông dân; bỏ hết số thuế mà nông dân còn nợ, còn đem số thuế chính quyền nhà Nguyên đã thu được mà trả lại; đem lương thực và vải vóc của các nhà giàu chia cho dân nghèo và người già. Tại 2 cấp quận, huyện đặt các chức Khuyên nông sứ và Khuyên nông úy, dẫn dắt trăm họ sửa sang thủy lợi, phát triển trồng trọt; nấu chảy tượng Phật của chùa Thừa Thiên để đúc tiền "Thiên Hữu thông bảo", lưu thông ở khu vực Giang Chiết, giúp ổn định giá cả của khu vực này. Một loạt những biện pháp mà Sĩ Thành thực thi đã giúp kinh tế của khu vực Giang Chiết khôi phục và phát triển, lưu dân các nơi nối nhau quay về quê hương, xây dựng nhà cửa, cầy cấy vườn tược .
Về mặt văn hóa, Sĩ Thành ở Long Bình thiết lập viện Học Sĩ, mở cửa quán Hoằng Văn, chiêu nạp con em gia đình quan lại, những người thông minh trong dân gian, lương thực và tiền bạc của người nhập học đều do chính quyền Đại Chu cung cấp. Năm thứ 22, thứ 25, ông trước sau ở khu vực Giang Chiết 2 lần tiến hành Hương thí, lựa chọn một lượng lớn người đọc sách được nhập học; thiết lập quán Lễ Hiền, phần tử tri thức một dải Giang Chiết đến gia nhập, các danh sĩ cuối đời Nguyên là Thi Nại Am, La Quán Trung, Trần Cơ, Trần Duy Tiên,…  nhận quan chức của Đại Chu.
Về mặt quân sự, Sĩ Thành sửa sang các thành Vô Tích, Thường Thục, Hồ Châu nhằm đề phòng thế lực của Chu Nguyên Chương; xây thêm thành ngoài cho Long Bình, đương thời gọi Long Bình là "thiên hạ đệ nhất kiên thành".

## Đầu hàng triều đình
Tháng 6 năm 1356, Chu Nguyên Chương phái sứ giả thông hảo với Sĩ Thành. Ông chẳng những cự tuyệt, bắt giữ sứ giả, mà còn phái binh tấn công Trấn Giang của Nguyên Chương. Chu Nguyên Chương phản ứng mạnh mẽ, không chỉ đánh lui quân ở Trấn Giang, mà còn đánh chiếm các nơi Thường Châu, Trường Hưng, Giang Âm, Thường Thục của Sĩ Thành, bắt sống người em thứ ba Sĩ Đức của ông. Lúc này, Phương Quốc Trân (đã đầu hàng nhà Nguyên) đánh chiếm Côn Sơn và Thái Thương, khiến Sĩ Thành 2 mặt thụ địch. Chính quyền Đại Chu rơi vào cảnh nguy khốn, lòng người dao động.
Tháng 7 năm 1357, Sĩ Đức gởi thư cho Sĩ Thành khuyên anh trai hàng Nguyên, để tìm sự giúp đỡ. Thêm vào những ý kiến tương tự trước đó của bọn thủ hạ, ông quyết định xin hàng triều đình, đổi tên Long Bình trở lại là Bình Giang. Được phong Thái úy, trên dưới nghĩa quân đều được phong thưởng. Từ năm thứ 18 (1358) đến mùa thu năm thứ 20 (1360), ông liên kết với quan quân giao tranh với nghĩa quân của Chu Nguyên Chương ở khu vực Giang Chiết mấy chục trận lớn nhỏ, không phân thắng bại. Đồng thời, nhân lúc quân Tống của Hàn Lâm Nhi và Lưu Phúc Thông chia 3 lộ tiến hành bắc phạt, Sĩ Thành đánh chiếm nhiều nơi ở Tô Bắc và Lỗ Nam, mở rộng thế lực đến Tế Ninh.
Sĩ Thành trở thành công cụ trấn áp quân đội nông dân của nhà Nguyên. Năm thứ 23 (1363), ông phái Lữ Trân đánh hạ An Phong, giết chết thủ lĩnh quân Khăn đỏ Lưu Phúc Thông. Đến lúc này, Sĩ Thành khống chế một khu vực rộng lớn: nam đến Thiệu Hưng, bắc vượt Từ Châu đến Kim Câu thuộc Tế Ninh, tây giáp Nhữ - Dĩnh, Hào - Tứ, đông gặp biển, dài hơn 2000 dặm, có mấy chục vạn giáp binh.
Tháng 9, sau nhiều lần thỉnh cầu nhà Nguyên phong vương đều bị cự tuyệt, ông rời bỏ triều đình, tự lập làm Ngô vương.

## Đắm chìm tửu sắc
Từ khi tự lập làm vương cho đến lúc diệt vong, Sĩ Thành đắm chìm trong tửu sắc, giao hết mọi việc cho Thừa tướng là người em thứ tư Trương Sĩ Tín. Sĩ Tín có vài trăm danh kỹ, lại phó mặc cho Hoàng Kính Phu, Thái Ngạn Văn và Diệp Đức Tân, nhưng cả ba đều là văn nhân, chỉ quen với chữ nghĩa, chẳng biết gì về chính sự. Trong dân gian có bài ca dao: "Thừa tướng làm công việc, chuyên dùng Hoàng Thái Diệp, một sớm gió tây nổi, gốc héo".
Từ năm thứ 20 (1360), 2 tập đoàn Chu Nguyên Chương – Trần Hữu Lượng triển khai quyết chiến, nhưng Sĩ Thành vẫn cho rằng có thể giữ được cục diện chia ba chân vạc, không đưa ra hành động nào.

## Thất bại nhanh chóng
Tháng 2 năm thứ 25 (1365), Chu Nguyên Chương trừ xong chính quyền Trần Hán của Trần Hữu Lượng, nhắm đến khu vực Giang Nam của Sĩ Thành. Tháng 10, Nguyên Chương phái Từ Đạt lãnh binh chinh thảo, tiến hành sách lược "trước lấy các quận, huyện Thông, Thái, cắt vây cánh Sĩ Thành, sau đó đánh lấy Chiết Tây". Chưa đến nửa năm, toàn bộ vùng đất phía bắc Trường Giang của ông đã thuộc về Nguyên Chương.
Tháng 5 năm thứ 26 (1366), Chu Nguyên Chương ban bố "Bình Chu hịch", liệt kê 8 tội trạng của Sĩ Thành. Tháng 8, Từ Đạt, Thường Ngộ Xuân tiến quân, không đầy 3 tháng đánh chiếm Hồ Châu, Hàng Châu, Thiệu Hưng. Quân đội của Nguyên Chương kéo đến dưới thành Bình Giang, tiến hành thế trận bao vây.
Chu Nguyên Chương nghe theo ý kiến của Diệp Đoái, đắp lũy dài để vây khốn, dựng tháp quan sát động tĩnh trong thành, trên tháp lại có hảo pháo, đêm ngày bắn phá. Sĩ Thành liều chết chống lại, nhiều lần đột vây thất bại, đến khi lương – đạn đều hết, cả yên ngựa cũng đem ra nấu, phải dỡ chùa miếu lấy gạch đá thay tên đạn, nhưng trăm họ đồng lòng cố thủ với ông.
Trải qua 10 tháng, trong thì kiệt quệ, ngoài thì không có viện quân, ngày Tân Tị (8) tháng 9 năm Chí Chính thứ 27 (1 tháng 10 năm 1367) thành vỡ, Sĩ Thành tự sát không chết, bị bắt sống. Vợ là Lưu thị ôm hai con trai, chất củi dưới lầu mà tự thiêu. Chu Nguyên Chương khuyên hàng không được, giải ông về phủ Ứng Thiên, lại sai Lý Thiện Trường đến khuyên hàng. Sĩ Thành tiếp tục cự tuyệt, trong đêm treo cổ tự sát.
Trương Sĩ Thành tự khi khởi sự đến khi tự sát, cả thảy được 14 năm.

## Đánh giá
Trương Sĩ Thành cai trị Giang Chiết, chú trọng nhân hòa, trăm họ được tìm lại cuộc sống, an cư lạc nghiệp. Vì cảm kích "đức chánh" của ông, trăm họ Tô Châu mỗi năm vào ngày 13 tháng 7 đều lên núi đốt nhang khấn vái, chính là tập tục đốt "nhang phân chó" vẫn còn giữ được cho đến ngày nay. Vào ngày sinh của Trương, người địa phương có tục đốt 94 cọng rơm, tượng trưng cho tên thuở chỏ của Trương là Cửu Tứ, và trong tiếng Trung cũng đồng âm với từ "cửu tư" (久思), tức là nhớ mong. Tục lệ thờ Địa tạng vương (地藏王) cũng thực chất là "trá hình" để thờ cúng Trương Sĩ Thành, vì Địa Tạng vương đồng âm với Điạ Trương vương (地张王), tức là "vua Trương tại nơi này". Mộ của Trương vẫn còn ở Tây Đường thuộc Chiết Giang ngày nay.
Sĩ Thành lãnh đạo nghĩa quân tung hoành một dải Giang Chiết, cắt đứt đường vận lương và nguồn thu nhập tài chính chủ yếu triều đình nhà Nguyên. Ông chủ trương phát triển kinh tế - giáo dục, là trường hợp hiếm có trong lịch sử khởi nghĩa nông dân Trung Quốc. Nhưng Sĩ Thành đắm chìm trong tửu sắc, đánh mất chí tiến thủ. Sau đó lại đầu hàng triều đình, trở thành công cụ đàn áp khởi nghĩa nông dân.